# Aplocheilus panchax
Aplocheilus panchax és una espècie de peix de la família dels aploquèilids i de l'ordre dels ciprinodontiformes.

## Morfologia
Els mascles poden assolir els 9 cm de longitud total.

## Distribució geogràfica
Es troba a Àsia: Pakistan, Índia, Bangladesh, Myanmar, Nepal, Cambodja, Vietnam, Sri Lanka i Malàisia.